# Abdullah (cheval)
Pour les articles homonymes, voir Abdullah.
Abdullah (né le 7 décembre 1970 en Allemagne) est un étalon Trakehner qui a concouru en saut d'obstacles sous la selle de Conrad Homfeld. Il est considéré comme le meilleur Trakehner de sa discipline. 

## Histoire
Né chez l'éleveur W. Gerhard Olze, Il est la propriété de Williamsburg Farm (Terry et Sue Williams).

## Origines
| Origines de Abdullah            | Origines de Abdullah         | Origines de Abdullah | Origines de Abdullah |
| ------------------------------- | ---------------------------- | -------------------- | -------------------- |
| Père Donauwind 1965 - Trakehner | Pregel 1968 - Trakehner      |                      |                      |
| Père Donauwind 1965 - Trakehner | Pregel 1968 - Trakehner      |                      |                      |
| Père Donauwind 1965 - Trakehner | Pregel 1968 - Trakehner      |                      |                      |
| Père Donauwind 1965 - Trakehner | Pregel 1968 - Trakehner      |                      |                      |
| Père Donauwind 1965 - Trakehner | Donaulied 1960 - Trakehner   |                      |                      |
| Père Donauwind 1965 - Trakehner |                              |                      |                      |
| Père Donauwind 1965 - Trakehner |                              |                      |                      |
| Père Donauwind 1965 - Trakehner |                              |                      |                      |
| Mère Abiza 1963 - Trakehner     | Maharadscha 1957 - Trakehner |                      |                      |
| Mère Abiza 1963 - Trakehner     | Maharadscha 1957 - Trakehner |                      |                      |
| Mère Abiza 1963 - Trakehner     | Maharadscha 1957 - Trakehner |                      |                      |
| Mère Abiza 1963 - Trakehner     | Maharadscha 1957 - Trakehner |                      |                      |
| Mère Abiza 1963 - Trakehner     | Abendrot 1959 - Trakehner    |                      |                      |
| Mère Abiza 1963 - Trakehner     |                              |                      |                      |
| Mère Abiza 1963 - Trakehner     |                              |                      |                      |
| Mère Abiza 1963 - Trakehner     |                              |                      |                      |